# Centro Correccional Metropolitano (Chicago)

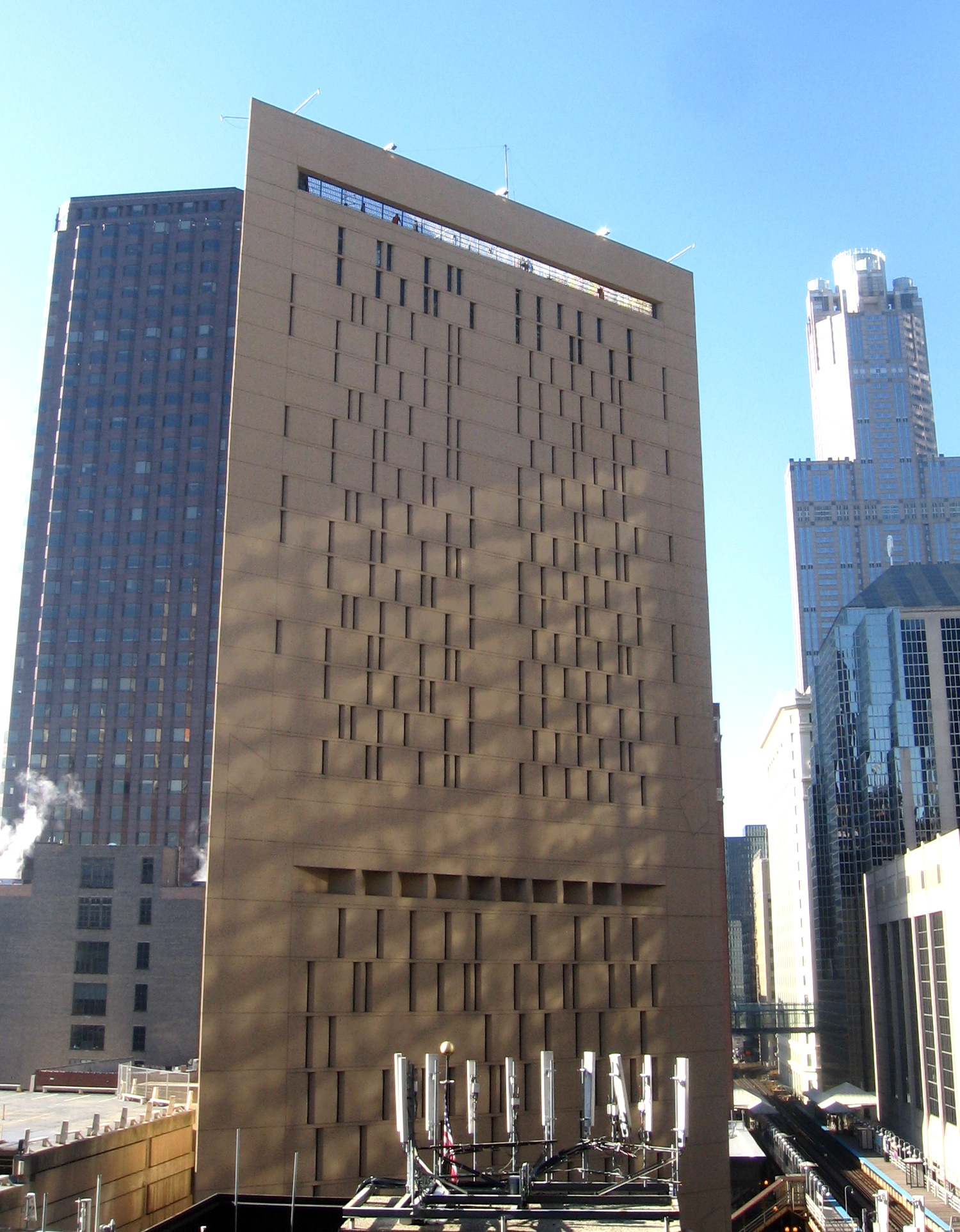
MCC Chicago

El Centro Correccional Metropolitano, Chicago (Metropolitan Correctional Center, Chicago o MCC Chicago) es una cárcel federal en el Chicago Loop, el distrito financiero de Chicago, Illinois. Como parte de la Agencia Federal de Prisiones (BOP), se abrió en 1975. Harry Weese diseñó el edificio.